# 강진 (사람)
강진(姜進, 1905년 ~ ?)은 일제강점기 활동한 사회주의 계열 독립운동가, 정치인이다.
고려공청에 가입하여 만주에서 활동하던 중 국내로 잠입, 국내에서 고려공청을 조직하고 조선공산당 재건운동에 활동을 했다.
광복 이후에는 조선공산당 중앙위원 등으로 활동했다. 1946년 10월에는 남로당이 박헌영 중심으로 흘러가는 것에 반발하여 사로당에 참여하였다.

## 같이 보기
- 고려공청
- 조선공산당
- 사회로동당